# Nasir Gebelli
Nasir Gebelli (Persan : ناصر جبلی, aussi Nasser Gebelli) est un programmeur et développeur de jeux vidéo irano-américain né en 1957. Gebelli a travaillé pour Sirius Software et Square Co., et a également créé sa propre compagnie, Gebelli Software.

## L'ère Apple II
Né en Iran, Gebelli étudie l'informatique aux États-Unis. En 1980, il fonde Sirius Software avec Jerry Jewel. Au sein de la compagnie, Gebelli développe des techniques de graphismes avancés pour l'Apple II. C'est à cette époque qu'il gagne la réputation de produire des jeux à un rythme très rapide ; parmi ces jeux figurent notamment Space Eggs et Gorgon.
En 1981, Gebelli quitte Sirius Software pour établir sa propre compagnie de développement, Gebelli Software : il y réalise entre autres Horizon V. Néanmoins, Gebelli Software ne se révèle pas rentable, et le krach du jeu vidéo de 1983 sonne définitivement le glas de la compagnie.

## Square
Après la banqueroute de Gebelli Software, Gebelli parcourt le monde pendant de longues vacances. Il réapparaît sur la scène du jeu vidéo en 1986 lorsqu'il visite son ami Doug Carlston, propriétaire de Brøderbund. Gebelli est de nouveau intéressé par le développement de jeu vidéo ; Carlston lui parle de la popularité croissante de la console de jeu Nintendo Entertainment System et lui conseille de programmer sur cette plate-forme. Carlston prend alors un vol pour le Japon avec Gebelli, et le recommande à ses contacts chez Square. Gebelli a l'occasion de rencontrer Masafumi Miyamoto, fondateur et président de Square. Les programmeurs, dont notamment Hironobu Sakaguchi, sont des fans de ses travaux. Il est alors recruté.
Gebelli arrive chez Square à la même période qu'Akitoshi Kawazu et Takashi Tokita. Avec Sakaguchi, leurs efforts combinés ont pour résultat la séparation de Square vis-à-vis de la firme mère Denyûsha.
En 1987, Gebelli programme son premier jeu pour Square, Tobidase Daisakusen pour le Famicom Disk System, qui sort aux États-Unis sous le titre 3-D Worldrunner sur la NES. Son deuxième projet est Rad Racer. Gebelli participe ensuite avec Sakaguchi, Nobuo Uematsu, et Yoshitaka Amano au développement du jeu Final Fantasy, puis à ses suites Final Fantasy II en 1988 et Final Fantasy III en 1990, où il est à chaque fois l'unique programmeur. Après la sortie de ce dernier opus, Gebelli prend encore de longues vacances, avant de revenir travailler sur Secret of Mana, qui sort sur Super Nintendo en 1993.

## Après Square
Après la sortie de Secret of Mana, Gebelli quitte une nouvelle fois le domaine du jeu vidéo pour parcourir le monde, tout en continuant à percevoir les parts de bénéfices des ventes de jeux qui lui sont dues. Chez Square, Gebelli est remplacé entre autres par le programmeur Ken Narita.
En août 1998, Gebelli réapparait brièvement pour assister à la « réunion Apple II » de John Romero, qui se déroule à Dallas dans les bureaux de la compagnie Ion Storm.
Depuis, Gebelli vit à Sacramento en Californie, où il avait déjà vécu une grande partie de sa vie. Sakaguchi et Gebelli restent de grands amis.

## Liste de jeux

### Sirius Software
Développés sur Apple II :
- Star Cruiser (1980)
- Phantoms Five (1980)
- Both Barrels (1980)
- Gorgon (1981)
- Space Eggs (1981)
- Cyber Strike (1981)
- Pulsar II (1981)
- Autobahn (1981)

### Gebelli Software
Développés sur Apple II :
- Horizon V (1982)
- Firebird (1981)
- Russki Duck (1982)
- Zenith (1982)
- Neptune (1982)

### Square Co.
Développés sur NES :
- 3-D Worldrunner (1987)
- Rad Racer (1987)
- JJ (1987)
- Final Fantasy (1987)
- Final Fantasy II (1988)
- Final Fantasy III (1990)

Développé sur Super Nintendo :
- Secret of Mana (1993)

Nasir Gebelli est également nommé dans les crédits des nombreux portages de Final Fantasy I et II sur différentes consoles par Square ou Square Enix, puisqu'il a programmé les versions originales de ces jeux vidéo. Ayant quitté Square en 1993, il n'a cependant pas directement participé aux portages de ces jeux.